# Pyotr Koshevoy
Pyotr Kirillovich Koshevoy (em ucraniano: Петро́ Кири́лович Кошови́й; Olexandria, Província de Querson, 21 de dezembro de 1904 - Moscou, 30 de agosto de 1976) foi um comandante militar soviético e Marechal da União Soviética em 15 de abril de 1968. Foi condecorado duas vezes com o título de Herói da União Soviética, em 16 de maio de 1944 e 19 de abril de 1945.
Serviu como comandante do Distrito Militar Siberiano (1957–1960), do Distrito Militar de Kiev (1960–1965) e como Comandante-em-chefe do Grupo de Forças Soviéticas na Alemanha (1965–1969). Foi candidato a membro do Comitê Central do Partido Comunista da União Soviética (1961–1971) e deputado do Soviete Supremo da URSS nas 6ª e 7ª legislaturas.

## Vida inicial
Nasceu em 21 (8 no Calendário Juliano) de dezembro de 1904, na cidade de Olexandria, Província de Querson, em uma família camponesa (seu pai trabalhava em um moinho rural). Em 1919, concluiu a escola primária e, em seguida, passou a trabalhar na propriedade agrícola dos pais.

## Serviço militar

### Guerra Civil Russa
Ingressou no Exército Vermelho em fevereiro de 1920, com apenas 15 anos, como voluntário no 2.º Regimento de Cossacos Vermelhos da 8.ª Divisão de Cossacos Vermelhos, comandada por Vitaly Primakov. Servindo nesse regimento, participou de combates na Frente Sudoeste durante a Guerra Polaco-Soviética, assim como contra forças armadas lideradas por Simon Petliura, nas regiões das cidades de Chyorny Ostrov, Lityn, Proskurov, Horodok e Rohatyn. Posteriormente, combateu também outras formações armadas, incluindo as forças lideradas por Nestor Makhno. Em 1921, foi ferido durante um confronto com um bando armado.

### Período entre guerras
Em agosto de 1922, foi enviado para o Curso de Cavalaria da Crimeia, onde se formou em outubro de 1923 e passou a atuar como sargento-mor no 3.º Regimento de Cavalaria dos Cossacos Vermelhos (1.ª Divisão de Cavalaria dos Cossacos Vermelhos, Distrito Militar da Ucrânia).
Em agosto de 1924, ingressou na Escola de Cavalaria da Ucrânia Semion Budionny. Durante o curso, entrou para o Partido Comunista (Bolcheviques) em 1925. Ao concluir a formação em setembro de 1927, assumiu como comandante de pelotão no 61.º Regimento de Cavalaria da Brigada Especial de Cavalaria (Distrito Militar de Moscou). A partir de novembro de 1931, passou a atuar no departamento de instituições de ensino do Estado-Maior do Distrito Militar de Moscou como oficial auxiliar de segunda classe. Logo após, foi transferido para a Escola Militar Conjunta VTsIK, em Moscou, onde serviu como assistente de comandante de esquadrão de metralhadoras e depois como comandante de pelotão do batalhão mecanizado.
De março a maio de 1932, participou de cursos de aperfeiçoamento de comandantes de unidades blindadas do Exército Vermelho em Leningrado. Em setembro do mesmo ano, foi nomeado chefe da escola do regimento do 61.º Regimento de Cavalaria, pertencente à Divisão Especial de Cavalaria Josef Stalin. Em maio de 1935, tornou-se assistente do chefe da 1.ª seção (operações) do Estado-Maior da mesma divisão e, em outubro, passou a chefiar o Estado-Maior do 61.º Regimento de Cavalaria.
Em maio de 1936, foi enviado para estudar na Academia Militar do Exército Vermelho M. V. Frunze. Após se formar, em janeiro de 1939, foi designado chefe do Estado-Maior da 15.ª Divisão de Cavalaria do Distrito Militar Transbaikal e, em fevereiro de 1940, nomeado comandante da 65.ª Divisão de Infantaria.

### Grande Guerra Patriótica
No início da guerra, Koshevoy manteve seu posto anterior. Em outubro de 1941, sua divisão iniciou a transferência para o front ocidental, mas foi temporariamente retida para participar do desfile militar em Kuibyshev, realizado em 7 de novembro de 1941. Após o desfile, a unidade foi enviada à Frente de Volkhov, onde passou a integrar o 4.º Exército e, a partir de 12 de novembro, participou da ofensiva de Tikhvin. Pelas ações bem-sucedidas nessa operação, a divisão recebeu a Ordem do Estandarte Vermelho em 17 de dezembro de 1941, apenas um mês após entrar em combate.
No Na primeira metade de 1942, a divisão sob comando do coronel Koshevoy enfrentou duras provações durante a ofensiva de Liuban e a operação para retirar do cerco o 2.º Exército de Choque, nessa última, a unidade sustentou com grandes perdas o estreito corredor que permitiu a evacuação do chamado “bolsão de Liuban”.
Em julho de 1942, Koshevoy foi nomeado comandante da 24.ª Divisão de Fuzileiros de Guardas. Após ser reconstituída na reserva, no início de agosto a unidade foi incorporada ao 8.º Exército (Frente de Volkhov) e participou da ofensiva de Sinyavino. Em outubro, foi novamente retirada para a reserva do Alto Comando e, após ser reabastecida no Oblast de Tambov, foi enviada em dezembro à Frente de Stalingrado.
Nesse setor, a divisão combateu durante a operação de Kotelnikovo, resistindo às tentativas do Grupo de Exércitos "Don", comandado pelo marechal-de-campo Manstein, de romper o cerco ao 6.º Exército alemão de Paulus, cercado em Stalingrado. Em janeiro de 1943, a divisão foi transferida para a Frente Sul, onde participou das ofensivas do Cáucaso do Norte e de Rostov e, em julho, da ofensiva de Mius.
Em agosto de 1943, o Major-general Koshevoy foi designado comandante do 63.º Corpo de Fuzileiros (2ª formação), que participou das ofensivas de Donbass e Melitopol.
Durante a ofensiva da Crimeia, o comandante do 63.º Corpo de Fuzileiros, Koshevoy demonstrou grande habilidade militar. Entre os dias 8 e 10 de abril de 1944, seu corpo rompeu diversas linhas fortificadas da defesa inimiga em combates intensos, atravessando gargantas entre lagos na região de Karanki–Tyuy-Tyube. O corpo tomou importantes posições fortificadas como Karanki, Tyuy-Tyube, Samay, Ass-Man, Tomashevka, Chuchak e Kirk-Ishun, e no dia 10 chegou ao espaço operacional aberto da península da Crimeia.
Inicialmente designado para executar um ataque secundário, o desempenho do corpo foi tão eficaz que o comandante do 51.º Exército, Tenente-general Yakov Kreizer, redirecionou o principal eixo ofensivo da operação para a zona de avanço da unidade de Koshevoy. No dia 11 de abril, o corpo entrou em Djankoi e, em 13 de abril, tomou Simferopol, cortando ao meio o dispositivo do 17.º Exército alemão.
Até 18 de abril, suas tropas avançaram até o rio Chyornaya e às imediações de Sebastopol, libertando Bajchisarai, Balaklava, Karasu-Bazar e mais de 200 localidades. Durante os combates, foram mortos 6.371 soldados e oficiais inimigos, destruídas 121 metralhadoras, 181 peças de artilharia e 20 tanques. Também foram capturados 2.120 cavalos, 8.193 fuzis e metralhadoras, 775 metralhadoras leves e pesadas, 61 morteiros, 304 canhões de vários calibres, além de vasto armamento leve e equipamentos militares. Foram feitos prisioneiros 8.471 soldados e oficiais inimigos.
O corpo de Koshevoy também atuou com destaque na retomada de Sebastopol entre 5 e 9 de maio de 1944, incluindo o ataque às fortificações alemãs no monte Sapun.
Por decreto do Presidium do Soviete Supremo da URSS de 16 de maio de 1944, por seu comando bem-sucedido de unidades militares e pela bravura e heroísmo demonstrados, o Major-general Koshevoy foi condecorado com o título de Herói da União Soviética, recebendo a Ordem de Lenin e a medalha Estrela de Ouro nº 3598.
Em maio de 1944, foi nomeado comandante do 71.º Corpo de Fuzileiros, que se destacou durante as ofensivas da Bielorrússia e de Gumbinnen-Goldap.
Em janeiro de 1945, assumiu o comando do 36.º Corpo de Fuzileiros da Guarda, com o qual conduziu operações ofensivas durante a ofensiva da Prússia Oriental, encerrando a guerra com a participação na ofensiva de Zemland e na tomada à fortaleza de Pillau. Seu desempenho se destacou especialmente durante o cerco e tomada de Königsberg, de 6 a 9 de abril de 1945.
Por decreto do Presidium do Soviete Supremo da URSS de 19 de abril de 1945, por cumprir exemplarmente as missões de combate no front contra os invasores nazistas alemães e pela coragem e heroísmo demonstrados, o Tenente-general Koshevoy foi condecorado pela segunda vez com o título de Herói da União Soviética, recebendo uma segunda medalha Estrela de Ouro nº 43/2.
Koshevoy destacou-se como um comandante determinado e com iniciativa. As unidades sob seu comando durante a Grande Guerra Patriótica foram mencionadas 15 vezes nas ordens do Comando Supremo. No Desfile da Vitória, o Tenente-general da Guarda Koshevoy comandou o regimento representativo da Terceira Frente Bielorrussa.

### Carreira pós-guerra
Após o fim da guerra, permaneceu no mesmo cargo no 36.º Corpo.
Em julho de 1946, foi nomeado comandante do 6.º Exército de Guardas (Distrito Militar Báltico).
Em março de 1947, foi enviado para os Cursos Acadêmicos Superiores da Academia Militar Superior Kliment Voroshilov, sendo, após concluí-los em abril de 1948, designado comandante do 5.º Exército (Distrito Militar do Litoral, reorganizado em abril de 1953 como Distrito Militar do Extremo Oriente).
Em junho de 1954, Koshevoy assumiu o comando do 11.º Exército de Guardas (Distrito Militar Báltico); em julho de 1955, tornou-se primeiro vice-comandante das tropas do Grupo de Forças Soviéticas na Alemanha; em julho de 1957, comandante das tropas do Distrito Militar Siberiano; e em abril de 1960, comandante e membro do Conselho Militar do Distrito Militar de Kiev.
Em janeiro de 1965, Koshevoy foi nomeado comandante-chefe das tropas e membro do Conselho Militar do Grupo de Forças Soviéticas na Alemanha, onde contribuiu significativamente para o fortalecimento da capacidade de combate do grupo, que “deveria estar pronto para chegar a Gibraltar em três dias”. Em 15 de abril de 1968, o General do Exército Koshevoy recebeu o título de Marechal da União Soviética, junto de Pavel Batitsky.
Como comandante do Grupo de Forças Soviéticas na Alemanha, Koshevoy participou em 20 de agosto de 1968 da organização da invasão da Tchecoslováquia por unidades do 20.º Exército de Guardas, que, segundo o plano da Operação Danúbio, tomaram o controle dos principais pontos estratégicos da capital tchecoslovaca, Praga.
Em outubro de 1969, Koshevoy foi dispensado do cargo de comandante-em-chefe, sendo substituído por Viktor Kulikov, e nomeado Inspetor-Geral do Grupo de Inspetores-Gerais do Ministério da Defesa da URSS.
Morreu em 30 de agosto de 1976, em Moscou. Koshevoy foi o primeiro Marechal da União Soviética a falecer e ser sepultado não na Muralha do Kremlin, mas sim no Cemitério Novodevichy (setor 7).

## Prêmios

### Prêmios soviéticos
- Duas vezes Herói da União Soviética (16/05/1944, 09/04/1945)
- Cinco Ordens de Lenin (17/12/1941, 16/04/1944, 30/04/1945, 09/12/1964, 22/02/1968)
- Ordem da Revolução de Outubro (04/12/1974)
- Três Ordens do Estandarte Vermelho (03/11/1944, 15/11/1950, 21/02/1969)
- Ordem de Bogdan Khmelnitsky de 1ª classe (05/05/1945)
- Ordem de Suvorov de 2ª classe (31/03/1943)
- Duas Ordens de Kutuzov de 2ª classe (17/09/1943, 04/07/1944)
- Medalhas da URSS

### Prêmios estrangeiros
- Ordem da República Popular da Bulgária de 1ª classe (República Popular da Bulgária, 14/09/1974)[3]
- Medalha "90 anos do nascimento de Georgi Dimitrov" (República Popular da Bulgária, 1974)

## Memória

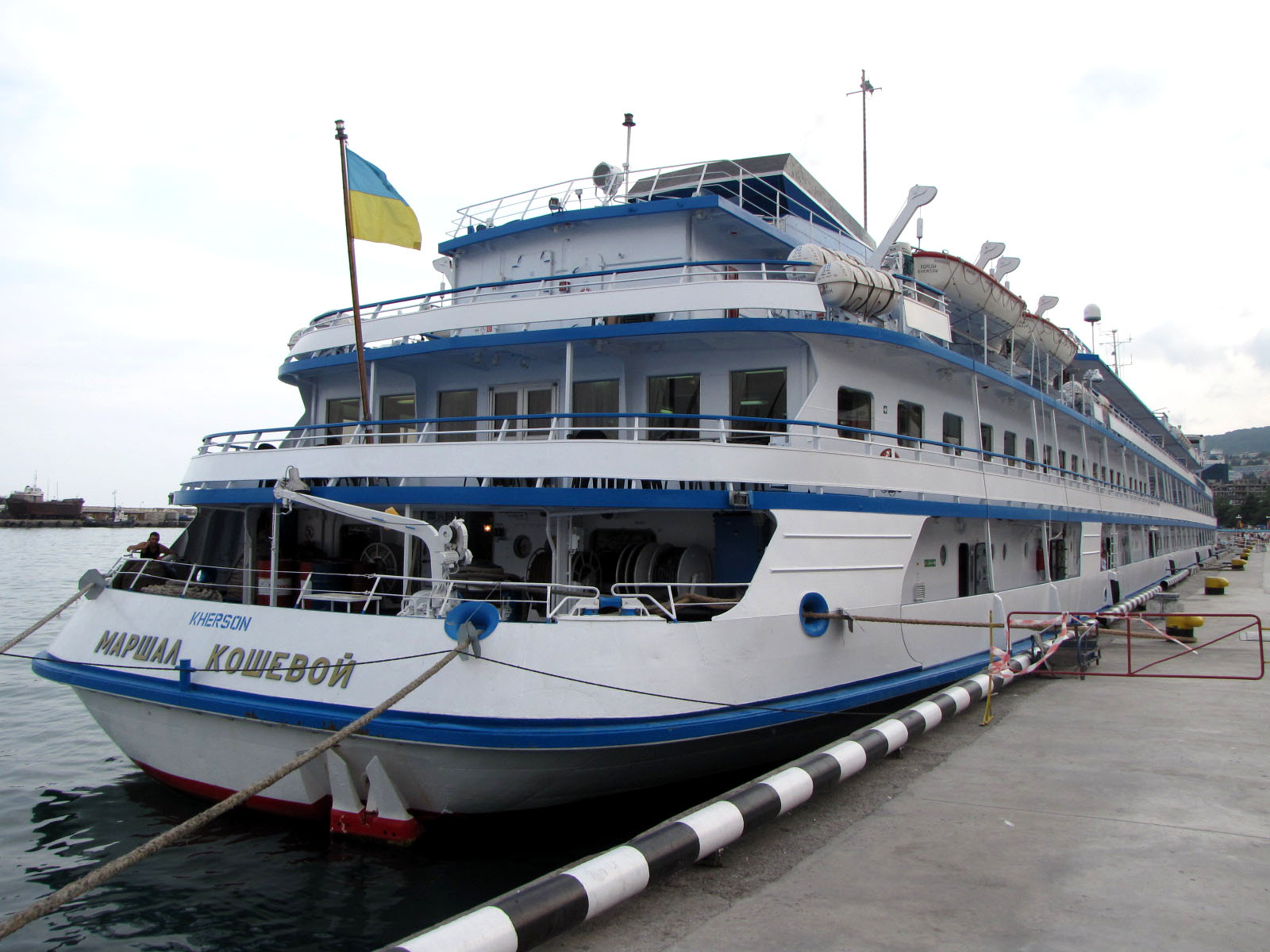
O Marshal Koshevoy

- Por ordem do Ministro da Defesa da URSS de 9 de abril de 1977, o nome de Pyotr Kirillovich foi atribuído à Escola Superior de Engenharia de Tanques de Omsk.
- Uma placa memorial em homenagem a P. K. Koshevoy foi instalada em Novosibirsk, no prédio onde ficava o quartel-general do Distrito Militar Siberiano (Rua Derzhavina, nº 3).
- O navio fluvial do projeto 302 “Viking Akun” recebeu o nome de Marshal Koshevoy (Marechal Koshevoy).

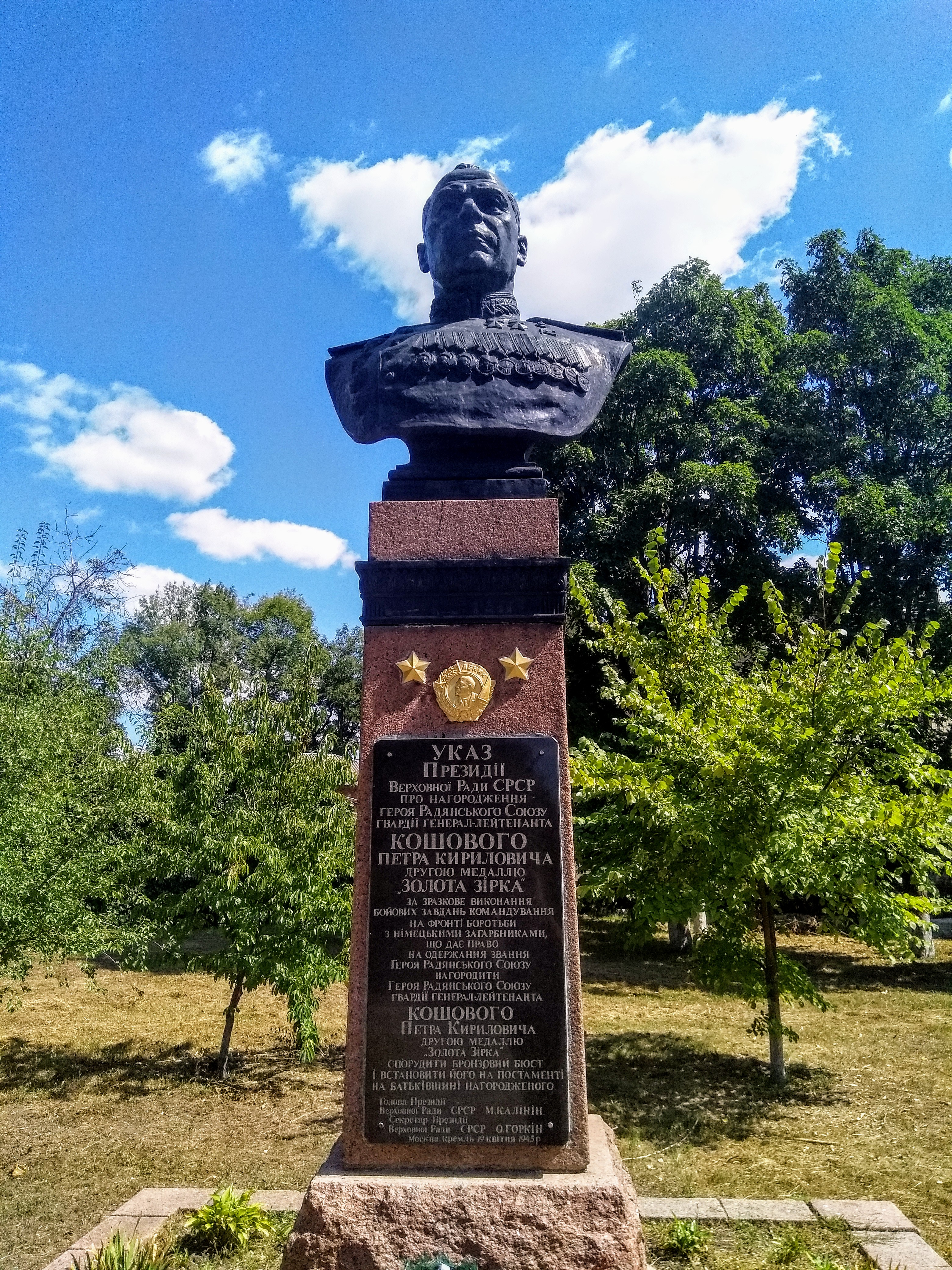
Um monumento em sua cidade natal, Olexandria

- Bustos seus foram instalados nas cidades de Omsk, Olexandria e Volgodonsk.
- Uma rua em Volgodonsk e uma travessa em Tikhvin receberam seu nome.
- Foi declarado cidadão honorário da cidade de Sebastopol em 6 de maio de 1974.

## Patentes militares
- Capitão (1935 ou 1936);
- Major (1938);
- Coronel (29 de fevereiro de 1940);
- Major-general (1 de outubro de 1942);
- Tenente-general (17 de maio de 1944);
- Coronel-general (31 de maio de 1954);
- General do Exército (13 de abril de 1964);
- Marechal da União Soviética (15 de abril de 1968).

## Obras publicadas
- Koshevoy, Pyotr (1978). годы военные [Nos anos de guerra]. Col: Memórias Militares (em russo). Moscou: Voenizdat. 283 páginas
- Koshevoy, Pyotr (2017). За Ленинград! За Сталинград! За Крым! [Por Leningrado! Por Stalingrado! Pela Crimeia!]. Col: Feito. Heróis da União Soviética relembram. (em russo). Moscou: Algoritm. 331 páginas. ISBN 978-5-906947-64-2
- «На Сиваше» [No Sivash]. Revista de História Militar (em russo) (3). 1976: 57─65
- Koshevoy, Pyotr (1976). «Прорыв» [Rompimento]. Revista de História Militar (em russo) (4): 71─80